# Ranunculus membranifolius
Ranunculus membranifolius är en ranunkelväxtart som först beskrevs av Thomas Kirk, och fick sitt nu gällande namn av P.J. Garnock-jones. Ranunculus membranifolius ingår i släktet ranunkler, och familjen ranunkelväxter. Inga underarter finns listade i Catalogue of Life.